# Bonjeanie
Dorycnium hirsutum
Espèce
Classification phylogénétique
La Bonjeanie, ou Dorycnie hirsute, ou encore Pied-de-coq (Dorycnium hirsutum) est une espèce de plantes à fleurs de la famille des Fabacées. C'est un sous-arbrisseau trouvé en région méditerranéenne.

## Description
Le feuillage est de couleur gris bleu argenté, persistant, très velu. Il y a de petites fleurs blanches.
Sa croissance est rapide.

## Répartition
On trouve la plante surtout en région méditerranéenne.

## Utilisation
C'est une plante ornementale et mellifère pour les sols pauvres, secs et rocailleux.